# El Azotal
El Azotal es una localidad situada en el municipio de Atzalan, Veracruz, en México. Con una población de 641 habs. ocupa el lugar 12 de las comunidades por población en Atzalan. 
Se ubica a 11 km de Plan de Arroyos y a 16 km de la Ciudad de Martínez de la Torre.

## Localización
Se localiza a 29 km de la cabecera municipal de Atzalan y a 16 km de la Martínez de la Torre.
Colinda al sur con la comunidad de Cuatro Caminos y al este con la comunidad de San Isidro. 

## Escuelas
Algunas de las escuelas que se encuentran en El Azotal son:
• Jardín de niños "Bertha Von Glümer".
• Escuela primaria "Miguel Hidalgo y Costilla".
• Escuela Telesecundaria "Amado Nervo".
• Telebachillerato "El Azotal".